# Kościół Matki Bożej Loretańskiej w Gudji
Kościół Matki Bożej Loretańskiej (malt. Il-knisja tal-Madonna ta’ Loretu), ang. Church of Our Lady of Loreto) – rzymskokatolicki kościół znajdujący się w Gudji na Malcie. Kościół podlega parafii Wniebowzięcia Matki Bożej w tym mieście.  

## Historia
Pierwszy kościół został zbudowany na tym miejscu jako dar wotywny rycerza Zakonu Świętego Jana i Przeora Owernii, Fra Imberto de Morinesa. Był on dowódcą broniącym Bir Miftuħ, jak wówczas nazywano Gudję, przed Turkami, którzy napadli na wyspy maltańskie. Po wygranej bitwie i odparciu napastników przyrzekł zbudować tutaj kościół. Zatroszczył się również o wyposażenie tego kościoła we wszelkie niezbędne wyposażenie. Stało się to w roku 1548. Dziś budynek ten służy jako zakrystia obecnego kościoła.
Wkrótce po zbudowaniu kościół zaczęło nawiedzać wielu pielgrzymów. Dla nich to opiekun kościoła Lucas Vella zbudował obok dwie loggie, gdzie wędrowcy mogli odpocząć i posilić się. Jedna z nich wciąż istnieje. Istnieje też płyta kamienna z jego imieniem i datą 2 lipca 1550.
Po wygaśnięciu w 1676 roku epidemii dżumy, która pochłonęła ok. 1/6 mieszkańców Malty, około roku 1679 proboszcz ks. Vinċenz Grixti rozbudował kościół. W 1820 roku ks. Ġwann Bonnici ponownie odnowił świątynię, zaś w latach 30. XIX wieku rektor kościoła ks. Salvatore Formosa z Gudji położył mozaikową podłogę w nim oraz posadził drzewa oliwne wokół świątyni.
W latach II wojny światowej budynek kościoła został zajęty przez wojsko brytyjskie. Kilka bomb, które spadły za kościołem, nie zrobiło w nim poważnych szkód. Po wojnie świątynia została ponownie konsekrowana i oddana wiernym.

## Architektura

### Wygląd zewnętrzny
Fasada kościoła jest prosta i stylowa. Po obu stronach wejścia nakrytego półkolistym naczółkiem znajdują się po dwa pilastry, każda para tych ostatnich dźwiga osobne belkowanie. Nad drzwiami okno zakończone łukowo, które z dwoma identycznymi na bocznych elewacjach doświetlają wnętrze kościoła. Nad gzymsem, centralnie nad oknem wyrasta dzwonnica w ozdobnym stylu bell-cot zwieńczona trójkątnym naczółkiem z krzyżem. Na dzwonnicy jeden niewielki dzwonek.

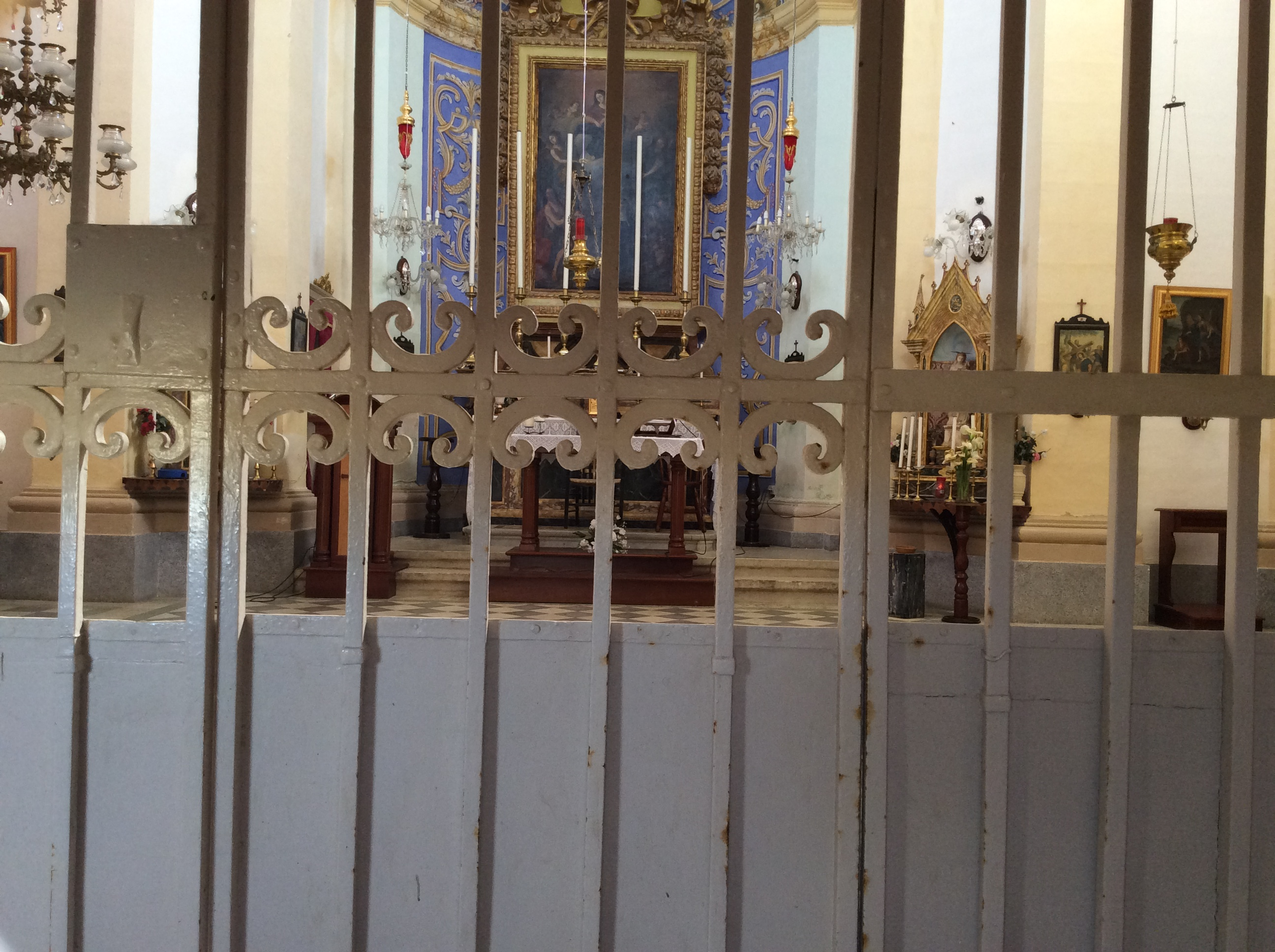
Wnętrze kościoła z ołtarzem głównym

### Wnętrze
Wnętrze świątyni zbudowane jest na planie krzyża greckiego. Centralnie nad wnętrzem wznosi się bęben, na którym wspiera się kopuła z lunetą z długimi oknami, które zapewniają naturalne światło w kościele.
W kościele są dwa ołtarze. Główny, zbudowany z marmuru, poświęcony jest Matce Bożej Loretańskiej. Obraz tytularny przedstawia Madonnę z Loreto w chmurach, otoczoną aniołami, zaś w dolnej części widoczni są św. Jan Chrzciciel, św. Adrian i św. Monika lub św. Ryta (Kilin podaje św. Ryta lub św. Małgorzata). Ołtarz boczny poświęcony jest nawiedzeniu św. Elżbiety przez Maryję z obrazem o tej samej tematyce, będącym darem wotywnym. 

## Dzieła sztuki
W świątyni znajduje się niewielka figura z papier mâché sprzed 1884 roku, przedstawiająca św. Józefa. Jest również alabastrowa figura Matki Bożej z Dzieciątkiem, która pochodzi najprawdopodobniej z XVI wieku, z czasów budowy kościoła i najpewniej był to prezent od kapitana Warsbergha, dowódcy lokalnej milicji. Posąg ten znany jest jako Madonna z Trapani i jest dziełem sycylijskiego mistrza. Zgodnie z tym, co wiadomo z tradycji, posąg ten zaginął na długi czas, ale znaleziono go na początku XX wieku w studni przy kościele. Mówi się również, że schowano go w tej studni, aby uchronić od kradzieży [!]. Na cokole, który może być wykonany z marmuru gozańskiego, widnieje fragment napisu „E.H. Warsbergh……Capitan di Birm” (Bir Miftuħ) i „Anno 35”, prawdopodobnie rok 1535.
W zakrystii znajduje się obraz na drewnie, zamówiony przez fundatora kościoła, przedstawiający Madonnę z Dzieciątkiem spoczywającą na sanktuarium w Loreto, a dwa anioły kładą koronę na Jej głowę. Po prawej stronie znajduje się św. Jan Chrzciciel oraz klęczący rycerz Fra Imberto de Morines. Inskrypcja na obrazie mówi: „Fra Imbert de Murines, Priore de Alvernia MDXXXXVIII”. W zakrystii znajduje się również ceramiczny półmisek z herbem biskupa Tomása Gargallo (1578–1614).

## Kościół dziś
Święto tytularne obchodzone jest w tym kościele corocznie w niedzielę najbliższą 10 grudnia. W ciągu roku celebrowane są w nim śluby lub rocznice ślubów, zaś grupy stowarzyszeń organizują w kościele spotkania modlitewne.   

## Ochrona dziedzictwa kulturowego
27 września 2013 roku kościół został wpisany na listę National Inventory of the Cultural Property of the Maltese Islands pod numerem 1831.